# Orlistat
El orlistat o tetrahidrolipstatina es un fármaco para tratar la obesidad mediante la inhibición potente, selectiva y reversible de las lipasas gástricas y pancreáticas. Se ha impuesto una prohibición de este en Arabia Saudí debido a riesgos cardiovasculares y hepáticos en jóvenes (14-21 años).
Actúa principalmente reduciendo la absorción de la grasa contenida en los alimentos al inhibir la hidrólisis de los triglicéridos, aumentando su eliminación por las heces en un 30%.
Su función principal es evitar la absorción de parte de las grasas de la dieta humana, reduciendo así la ingesta de calorías.

## Historia
Desde mediados de los años setenta, investigadores de los laboratorios suizos Roche estaban analizando sistemáticamente hongos y microorganismos tomados de muestras de tierra para determinar si podrían extraer de ellos alguna sustancia que bloqueara la acción de la lipasa pancreática, enzima responsable de la descomposición y, por tanto, posterior absorción de los lípidos contenidos en la dieta. Pensaban que un compuesto de esta naturaleza tendría aplicaciones en el tratamiento contra la obesidad.
En la década de 1980 se determinó que, de todos los microorganismos analizados, Streptomyces toxytricini era el que producía un compuesto con la máxima actividad y estabilidad, por lo que en 1987 se aisló y purificó la lipstatina, un potente inhibidor irreversible de la lipasa pancreática. Medio año después, se sintetizó una forma más estable del fármaco, a la que dieron por nombre tetrahidrolipstatina, que comenzó a probarse exitosamente en animales y más tarde en estudios clínicos con seres humanos.
La inhibición de la lipasa constituyó un nuevo enfoque para el tratamiento de la obesidad. Se recomienda no empezar a usar este medicamento antes de los 12 años de edad y no se recomienda su uso en mujeres embarazadas.[cita requerida]

## Descripción
La tetrahidrolipstatina es la forma saturada de la lipstatina, producto natural obtenido del Streptomyces toxytricini.

## Mecanismo de acción

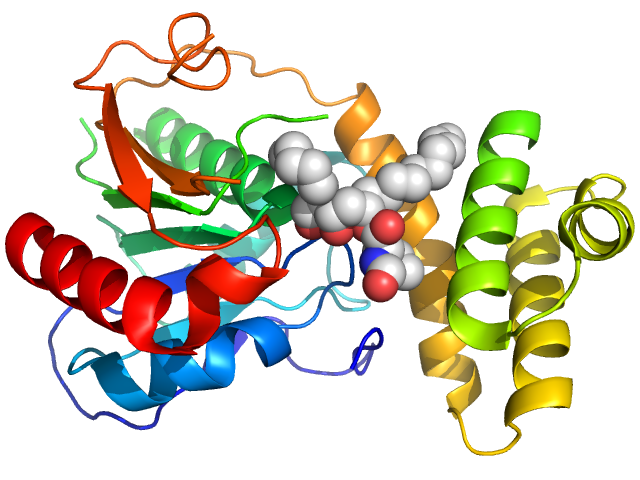
Orlistat 2PX6

El orlistat actúa inhibiendo la lipasa pancreática, una enzima que descompone los triglicéridos en el intestino. Sin esta enzima, los triglicéridos de la dieta no se hidrolizan dando ácidos grasos no absorbibles, por lo que se excretan sin digerirse. Sólo una pequeña cantidad de orlistat se absorbe sistémicamente; su efecto principal es la inhibición local de la lipasa dentro del tracto gastrointestinal tras el consumo de una dosis oral. La principal vía de eliminación son las heces.
Con la prescripción habitual de 120 mg tres veces al día, después de las comidas, el orlistat evita la absorción de aproximadamente el 30% de las grasas componentes de la dieta.

## Eficacia
El descenso de peso que se logra con el orlistat varía dependiendo de la persona. En pruebas realizadas durante un año, entre el 35.5% y el 54.8% de los voluntarios lograron un descenso en la masa corporal superior al 5%, aunque esta masa no necesariamente era grasa. Un número significativo de los voluntarios recuperó el peso después de abandonar el tratamiento. Pese a su reducido efecto cosmético, hubo una reducción del 37% en la incidencia de diabetes de tipo 2,
 lo que clínicamente es bastante significativa.

## Uso clínico

### Indicaciones
El orlistat está indicado en personas que tienen un índice de masa corporal superior a 30 (o, dependiendo de las fuentes, superior a 27 o 28) y que tienen además una enfermedad relacionada con la nutrición: hipertensión arterial, diabetes mellitus, enfermedad coronaria, accidente cerebrovascular, insuficiencia cardíaca, dislipidemia, cáncer del sistema reproductivo o gastrointestinal, litiasis biliar, hígado graso, osteoartritis o apnea del sueño.

### Efectos secundarios
Los principales efectos del medicamento están relacionados con desórdenes gastrointestinales. Estos efectos son más marcados dentro del primer año de iniciado el tratamiento. Dado que el orlistat actúa evitando la absorción de las grasas, estas se eliminan en las heces sin haberse digerido, lo que produce heces grasosas o con mala consistencia. También es común el incremento de la flatulencia y la incontinencia fecal. Puesto que las grasas no se digieren, pasan íntegras por el conducto digestivo haciendo muy difícil que el paciente pueda contener su flujo. Por esta razón Alli, la marca americana de orlistat, recomienda llevar prendas negras las primeras semanas que se usa esta sustancia. Para minimizar estos efectos se debe disminuir el consumo de alimentos ricos en grasas.
La absorción de vitaminas liposolubles también se ve afectada por el uso del orlistat, por lo que deben tomarse suplementos vitamínicos que contengan al menos las vitaminas D, E, A y beta-caroteno. Deben consumirse una vez al día, al menos dos horas antes de tomar el medicamento, para cada vez que se quiera tomar, debe tomarse 3 veces al día después de las comidas, no debe excederse en las pastillas.
Se debe tener especial cuidado con el alcohol. Debido a que actúa a nivel enzimático, Orlistat puede ser especialmente perjudicial al mezclarse con alcoholes y otros bloqueadores. Pudiendo presentar pérdida absoluta de energía, desvanecimiento, vómitos explosivos, diarrea*, pérdida masa muscular (síntomas se pueden presentar varios días después de la ingesta).
A pesar de las afirmaciones de que el orlistat incrementa el riesgo de cáncer de mama entre los voluntarios de las pruebas clínicas, existe evidencia que demuestra que ciertas preparaciones que contienen orlistat pueden inducir la muerte de las células de los tumores así como bloquear su crecimiento.

### Contraindicaciones
El orlistat se contraindica en los siguientes casos:
- Deficiencia en la absorción.
- Disfunción de la vesícula biliar (por ejemplo tras una colecistectomía).
- Embarazo y lactancia.

### Presentaciones
La marca comercial en Colombia es DISGRASIL® del laboratorio Abbott. 
La marca comercial es Xenical® de Laboratorios Roche (a nivel mundial), Redustat® de Laboratorios LIOMONT (en México), Lindeza® de Laboratorios PISA (en México) y laboratorios Maver, Demolex® de Laboratorios Induquímica (en Perú), Beltas® de Laboratorios Glenmark Pharmaceuticals, C.A. (en Venezuela), Redicres® de Laboratorios LETI (en Venezuela), Alli® de Laboratorios GSK (en Estados Unidos y Reino Unido), Redutrim® de Laboratorios Infasa (en Guatemala) o Andanza® de Laboratorios Medix (en México), Esbelle® de Laboratorios Alfa SRL (en República Dominicana).
En la mayor parte de los países el orlistat de 120 mg es un medicamento ético (sólo se vende bajo prescripción médica), pero las presentaciones de 60 mg son de venta libre.
El orlistat se vende en forma de cápsulas conteniendo 120 mg del principio activo y en envases de 21, 42 y 84 unidades y cuesta un dólar cada tableta.
Bajo la marca Alli, las cápsulas son de 60 mg.